# Щитоноска чертополоховая
Щитоноска чертополоховая (лат. Cassida rubiginosa) — вид жуков подсемейства щитоносок из семейства листоедов.

## Распространение
Встречается в палеарктическом регионе и интродуцирован и осваивавшийся в Канаде.

## Экология и местообитания
Встречаются на поросших сорняком пашнях и пустырях там, где растут кормовые растения. Cassida rubiginosa используется как биологический средство по борьбе с чертополохом (Carduus). Переваривает пектин с помощью симбиотических бактерий с рекордно коротким геномом. 

### Кормовые растения
Кормовые растения — астровые (Asteraceae): лопух большой (Arctium lappa), полынь приморская (Artemisia maritima), чертополох шиповатый (Carduus acanthoides), подвид Carduus argemone ssp. obtusisquamosus, чертополох курчавый (Carduus crispus), чертополох поникший (Carduus nutans), василёк луговой (Centaurea jacea), Centaurea pectinata, Cirsium acaule, бодяк полевой (Cirsium arvense), Cirsium chrysacanthum, бодяк шерстистый (Cirsium eriophorum), бодяк седой (Cirsium incanum), бодяк ланцетолистный (Cirsium lanceolatum), бодяк болотный (Cirsium palustre), бодяк огородный (Cirsium oleraceum), бодяк болотный (Cirsium palustre), бодяк ручейный (Cirsium rivulare), Cirsium ucrainicus, бодяк обыкновенный (Cirsium vulgare), артишок испанский (Cynara cardunculus), артишок (Cynara scolymus), девясил высокий (Inula helenium), татарник (Onopordum), блошница (Pulicaria), Saussurea tanakae, серпуха красильная (Serratula tinctoria), расторопша пятнистая (Silybum marianum) и пижма (Tanacetum).